# Dasyurus geoffroii
Квол Жофруа або Квол західний (Dasyurus geoffroii) — представник родини Кволових. Вид названо на честь Етьєна Жоффруа Сент-Ілера. 

## Поширення
Нині живе лише у південно-західній частині Австралії. Колишній ареал передбачає можливість займати різні місця проживання, включаючи пустелі, ліси, чагарники, склерофільні ліси і прибережні райони. 

## Стиль життя
Вид нічний, самітницький. Самиця риє нору під час вагітності. Це опортуністичний вид, що їсть дрібних ссавців, птахів, плазунів, безхребетних і деякі рослинні речовини. Великі безхребетні складають дві третини раціону. Вони при нагоді будуть прибирати падло й сміття і полювати на курчат.

## Загрози
Значними загрозами є полювання з боку введених лисиці рудої та кота.